# Arrah–Chhapra Bridge
Arrah–Chhapra Bridge (Bhojpuri: आरा-छपरा सेतु), offiziell Veer Kunwar Singh Setu (Bhojpuri: वीर कुँवर सिंह सेतु) ist eine Straßenbrücke über den Ganges zwischen den Städten Arrah und Chhapra im indischen Bundesstaat Bihar.
In Bihar mit 117 Millionen Einwohnern und dem niedrigsten Pro-Kopf-Einkommen Indiens gab es nur drei Straßenbrücken auf einem 400 km langen Abschnitt des Ganges. Der lange wirtschaftliche Aufschwung Indien machte den Bau mehrerer Brücken möglich, darunter die Arrah–Chhapra Bridge.
Die Brücke wurde nach Babu Veer Kunwar Singh (1777– 26. April 1858) benannt, einem aus Bhojpur stammenden Führer im Indischen Aufstand von 1857.
Die Brücke gilt als die längste Extradosed-Brücke der Welt.

## Beschreibung
Die Brücke steht im weiten Schwemmland des Ganges. Ihre Länge von insgesamt 4350 m schließt 350 m langen Rampen ein, die in die lange Zufahrtsstraße zur NH-30 im Süden und die zur NH-19 im Norden übergehen.
Die eigentliche Brücke ist 4000 m lang und besteht aus der 1920 m langen Extradosed-Brücke, der 1790 m langen südlichen und der 290 m nördlichen Vorlandbrücke. Sie ist 20,5 m breit und hat in jeder Richtung zwei Fahrspuren und einen Gehweg.
Die Spannweiten sind in der südlichen Vorlandbrücke 50 + 29×60 m, in der Strombrücke 60 + 15×120 + 60 m und in der nördlichen Vorlandbrücke 4×60 + 50 m.
Die Fahrbahnträger der gesamten Brücke bestehen aus weitgehend gleichen einzelligen Spannbeton-Hohlkästen mit trapezförmigem Querschnitt und einer gleichbleibende Bauhöhe von 3,40 m. Insgesamt 608 Segmente wurden im Kontaktverfahren vorgefertigt und anschließend an ihren Platz gehoben, mit Epoxidharz verklebt und mit Spanngliedern verspannt.
Die Hauptbrücke hat 16 in der Mittelachse angeordnete einstielige, 18 m hohe Pylone, die mit 5 parallel angeordneten Schrägkabeln in einem Winkel von 19° mit dem Fahrbahnträger verbunden sind.
Die Pfeiler unterhalb  der Fahrbahnplatte sind 17 m hoch und bestehen aus je zwei Stahlbeton-Lamellen, die temperaturbedingte Längenänderungen ausgleichen können.
Die Pfeiler wurden auf runden, 9,5 m weiten Caissons gegründet, die 53 m in den sandigen Boden reichen.
Die Brücke wurde von dem indischen Unternehmen S.P. Singla Constructions gebaut, das das kanadische Ingenieurbüro McElhanney Consulting Services aus Vancouver mit der Planung einer gegenüber dem Amtsentwurf günstiger und rascher auszuführenden Brücke beauftragt hatte.
Die hiesige Veer Kunwar Singh Setu ist nicht zu verwechseln mit der gleichnamigen, älteren Brücke rund 80 km stromaufwärts bei Buxar, die für den Schwerlastverkehr geschlossen werden musste.